# Wells (lojas)

## Descrição
A Wells é uma marca de retalho em Portugal que atua nos segmentos de saúde, bem-estar e beleza. Integra a Sonae MC, uma empresa do Grupo Sonae. A sua oferta abrange medicamentos não sujeitos a receita médica, produtos de ótica, perfumaria, cosmética, e serviços especializados como optometria, audiologia e consultas de nutrição.

## História e Expansão
Fundada em 2005, A Wells abriu a sua primeira loja sob o nome Área Saúde, tendo posteriormente adotado a designação atual. As lojas Wells estão frequentemente localizadas em Centros Comerciais e Hipermercados Continente, estando presentes atualmente em mais de 310 pontos de venda em Portugal Continental e Ilhas.
Em 2017, a Wells anunciou a intenção de se internacionalizar para outros mercados. 
Pertence à empresa Pharmacontinente - Saúde e Higiene, S.A., parte da Sonae MC, empresa de retalho portuguesa do grupo Sonae. 
Em 2021, lançou o conceito "Wells Beauty", integrando uma oferta alargada de perfumaria, maquilhagem, cosmética e cuidados profissionais de cabelo, com lojas dedicadas a este conceito.
A Amadora foi a primeira loja com este conceito, que foi progressivamente alargado às restantes lojas do grupo. A expansão deste formato continuou, com a abertura de novas lojas com este conceito, como a de Campo de Ourique em Lisboa, em setembro de 2024, e em Évora, em abril de 2025.
Em junho de 2025, a Wells inaugurou a Wells Garrett – Home of Beauty, a sua maior loja em Portugal, localizada na Rua Garrett, no Chiado, em Lisboa. Com 1.500 m² distribuídos por três pisos, o espaço resultou de um investimento superior a dois milhões de euros pela Sonae e originou 30 novos postos de trabalho. A loja reúne uma vasta oferta de produtos de beleza, cosmética, perfumaria e bem-estar, além de serviços personalizados como diagnósticos de pele e cabelo, zonas de experimentação e tratamentos estéticos.

## Serviços e Oferta
O conceito original da Wells surgiu da necessidade de oferecer um espaço acessível e conveniente para produtos de saúde e bem-estar dentro dos hipermercados Continente, aproveitando o fluxo de clientes já existente.
Ao longo dos anos, a Wells expandiu a sua oferta. Atualmente oferece produtos de parafarmácia, ótica, perfumaria, cosmética, higiene, nutrição e bem-estar, incluindo marcas próprias e internacionais. Destaca-se também pelos serviços de optometria, audiologia, ortopedia, consultas de nutrição e centros de estética
A Wells comercializa também produtos de marca própria.
A Wells procura oferecer uma abordagem integrada ao bem-estar, combinando a venda de produtos com a prestação de serviços de saúde e beleza, visando a conveniência e o acompanhamento personalizado dos seus clientes.
Para além da sua presença física, a Wells também desenvolveu uma plataforma online, permitindo aos clientes acederem aos seus produtos e serviços de forma remota.

## Iniciativas e Campanhas
A Wells tem desenvolvido iniciativas de responsabilidade social, como campanhas de sensibilização para a saúde e bem-estar, apoio a causas solidárias e promoção de estilos de vida saudáveis. 
Durante a pandemia de COVID-19 em Portugal, a Wells fez parte de um conjunto de serviços que disponibilizaram testes antigénio gratuitos ao abrigo de um protocolo com o Serviço Nacional de Saúde.
A Wells tem vindo a reforçar o seu posicionamento com um foco particular no bem-estar feminino.
Desde 2018, a Wells oferece o Kit Baby Wells a recém-nascidos em Portugal. O Kit inclui seis produtos de higiene e cuidado do bebé, um doudou e ainda um miminho para a mãe. Esta iniciativa faz parte das ações de responsabilidade social da empresa.
Em 2024, a marca investiu três milhões de euros numa estratégia centrada nesta área, afirmando o compromisso de ser uma "voz ativa no bem-estar das mulheres", procurando sensibilizar e normalizar a discussão sobre temas relevantes para este público.
No âmbito desta estratégia, a Wells desenvolveu diversas iniciativas em 2024 e 2025, com destaque para a menopausa, considerada um "projeto bandeira". Estas iniciativas incluíram a realização de um estudo de mercado sobre a menopausa em Portugal, a criação de um portal informativo online com o apoio de especialistas, a organização de conferências, uma parceria com a SIC para abordar o tema numa telenovela, e a dedicação de episódios do seu podcast a esta temática. Em janeiro de 2025, a Wells apresentou a peça de teatro "Chegou a Menopausa. E Agora?", protagonizada por Cláudia Raia, com o objetivo de desmistificar o tema.

## Prémios
Entre 2014 e 2022, a Wells foi distinguida com o prémio Marca de Confiança na categoria Cadeia e Lojas de Parafarmácia, atribuído pelos leitores da Selecções do Reader's Digest.